# Rachel Luttrell
Rachel Luttrell (Lushoto, Tanzania, 19 januari 1971) is een Canadees actrice, die vooral bekend is als Teyla Emmagan uit Stargate Atlantis.

## Biografie
Luttrell werd geboren in Tanzania in een gezin van vier kinderen. Haar moeder was Tanzaniaans en haar vader een Amerikaan. Op vijfjarige leeftijd verhuisde ze naar Canada. Luttrell's jongere zuster Erica is eveneens actrice. Ze woont in Vancouver met haar man en hun zoon Caden Dar, die in 2007 geboren werd.

## Carrière
Luttrell's eerste optreden voor de camera was in de televisiefilm Courage (1986) waarin ook Sophia Loren te zien was. Meer werk voor televisie volgde met onder meer optredens in Charmed en ER en ze speelde twee seizoenen in de Canadese serie Street Legal. In 2004 kwam er de eerste grote hoofdrol in een televisieserie, met de rol van Teyla Emmagan in Stargate Atlantis. Ze bleef deze rol vijf jaar spelen tot de serie ermee ophield in 2009. Toen ze in 2007 zwanger was, werd haar zwangerschap door de schrijvers van de show in de verhaallijn opgenomen.